# Chinook (Montana)
Chinook is een plaats (city) in de Amerikaanse staat Montana, en valt bestuurlijk gezien onder Blaine County.

## Demografie
Bij de volkstelling in 2000 werd het aantal inwoners vastgesteld op 1386.
In 2006 is het aantal inwoners door het United States Census Bureau geschat op 1296, een daling van 90 (-6,5%).

## Geografie
Volgens het United States Census Bureau beslaat de plaats een oppervlakte van
1,3 km², geheel bestaande uit land. Chinook ligt op ongeveer 740 m boven zeeniveau.

## Plaatsen in de nabije omgeving
De onderstaande figuur toont nabijgelegen plaatsen in een straal van 36 km rond Chinook.